# Sakya Trizin

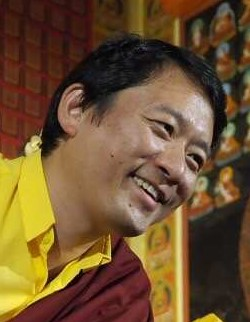
Gyana Vajra Rinpoche, 43.º Sakya Trizin

Sakya Trizin é o título honorífico dos líderes da Escola Sakya do Budismo Tibetano, e significa "aquele que detém o trono Sakya". O estilo honorífico usado por seus seguidores no Ocidente é "Sua Santidade Sakya Trizin". O atual ocupante do posto é Ngawang Kunga Tegchen Palbar Trinley Samphel Wanggi Gyalpo.
O Sakya Trizin é um título hereditário, e pertence à família Khön há muitas gerações, e assim o Sakya Trizin é autorizado a casar para perpetuar a linhagem. A sede da Escola Sakya está instalada em Rajpur, na Índia, no mosteiro chamado Centro Sakya, que administra ainda uma rede de instituições educativas, assistenciais e religiosas.

## Linhagem Sakya Trizin
Lharig, a geração divina. A tradição diz que seu fundador, Ciring, desceu do Reino celestial da Luz Clara.
- Ciring
- Yuse
- Yuring
- Masang Cije
- Togsa Pawo Tag
- Tagpo Ochen
- Yapang Kye

Família Khön, a geração real. Como a geração anterior, segundo a tradição, conseguiu derrotar os rakshas (demônios), sua descendência foi chamada também de a Família dos Conquistadores.
- Khön Bar Kye
- Khön Jekundag
- Khön Lu'i Wangpo Srungwa
- Khön Dorje Rinchen
- Khön Sherab Yontan
- Khön Yontan Jungne
- Khön Tsugtor Sherab
- Khön Gekyab
- Khön Getong
- Khön Balpo
- Khön Shakya Lodro
- Sherab Tsultrim

Linhagem Sakya, gerações de instrutores Budistas. Em 1073 Khön Konchog Gyalpo fundou um mosteiro em Sakya e desde então a família mudou seu nome para Sakya.
1. Khön Konchog Gyalpo
2. Rinchen Drag
3. Kunga Nyingpo
4. Sonam Tsemo
5. Trakpa Gyaltsen
6. Sakya Pandita Kunga Gyeltsen
7. Lodro Gyaltsen
8. Rinchen Gyaltsen
9. Dharmapala Rakshita
10. Sharpa Jamyang Chenpo
11. Zangpo Pal
12. Namkha Legpa
13. Jamyang Donyo Gyaltsen
14. Sonam Gyaltsen
15. Tawen Lodro Gyaltsen
16. Kunga Rinchen
17. Kushri Lodro Gyaltsen
18. Jamyang Namkha Gyaltsen
19. Kunga Wangchug
20. Sherab Gyaltsen
21. Lodro Gyaltsen
22. Kunga Sonam
23. Ngakchang Kunga Rinchen
24. Sonam Wangpo
25. Dhagpa Lodro
26. Kunga Wangyal
27. Ngawang Kunga Sonam
28. Sonam Wangchug
29. Kunga Tashi
30. Sonam Rinchen
31. Sachen Kunga Lodro
32. Wangdu Nyingpo
33. Pema Dudul Wangchug
34. Dorje Rinchen
35. Tashi Rinchen
36. Kunga Sonam
37. Kunga Nyingpo
38. Dzamling Chegu Wangchug
39. Dragshul Thinley Rinchen
40. Ngawang Thutob Wangchug
41. Ngawang Kunga